# Verdens Zionistorganisation
Verdens Zionistorganisation, eller på engelsk World Zionist Organization (hebraisk ההסתדרות הציונית העולמית), eller WZO, blev grundlagt i 1897 under navnet Zionist Organization, ZO, ved den første Zionistkongres, som blev afholdt den 29. august til 31. august i Basel, Schweiz. ZO fungerede som en paraplyorganisation for zionistbevægelsen, som fremmede forslaget om at oprette en jødisk stat, Israel, i området som da var kendt som Palæstina. Theodor Herzl, som sammen Max Nordau organiserede den første kongres, skrev senere i sin dagbog: 
| Citat         | If I were to sum up the Congress in a word – which I shall take care not to publish – it would be this: At Basle I founded the Jewish State. If I said this out loud today I would be greeted by universal laughter. In five years perhaps, and certainly in fifty years, everyone will perceive it. | Citat |
| Theodor Herzl | |       |

I to perioder, 1920–31 og 1935–1946, var Chaim Weizmann den ledende person, og styrkede zionismen i Europa. Da staten Israel blev oprettet 51 år efter oprettelsen, 14. maj 1948, var jøderne godt forberedt på grund af ZO, og havde organiseret en statslig administration. I 1960 skiftede organisationen navn til det nuværende, World Zionist Organization.
Medlemskabet er åbent for alle jøder. WZO arrangerer Zionistkongresserne, som er blevet afholdt jævnligt fra 1897. Frem til 1946 blev de afholdt hvert andet år i en europæisk storby, men de sidste år er interessen mindsket.

## Præsidenter af World Zionist Organization
- Theodor Herzl (1897–1904)
- David Wolffsohn (1905–1911)
- Otto Warburg (1911–1921)
- Chaim Weizmann (Første gang) (1921–1931)
- Nahum Sokolow (1931–1935)
- Chaim Weizmann (Anden gang) (1935–1946)
- David Ben-Gurion (fungerende) (1946–1956)
- Nahum Goldmann (1956–1968) [3]
- Ehud Avriel : (1968–1972)

## Eksterne links
- The Zionist Century: Arkiveret 26. september 2007 hos  Wayback Machine Zionist Congresses Arkiveret 20. oktober 2007 hos  Wayback Machine (Jewish Agency)